# Volker Huwendiek

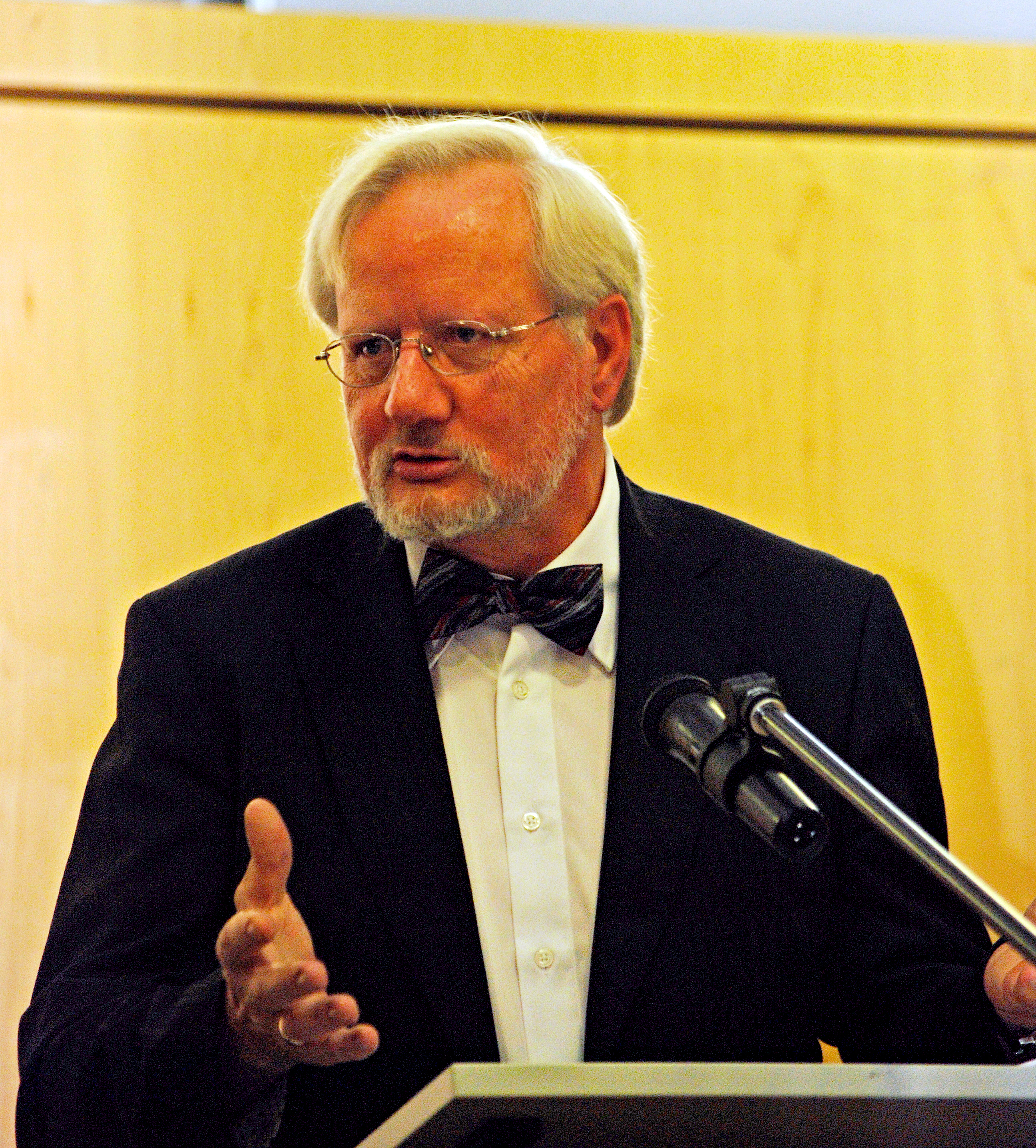
Volker Huwendiek bei seiner Verabschiedung als Direktor des Staatlichen Seminars für Didaktik und Lehrerbildung (Gymnasien) in Karlsruhe, 2008.

Volker Huwendiek (* 31. Januar 1943 in Frankfurt am Main) ist ein deutscher Pädagoge und Hochschullehrer.

## Ausbildung und Lehrtätigkeit
Nach dem Lehramts-Studium der Germanistik und Theologie und einem Zweitstudium (Lehramt) in Pädagogik und Psychologie an den Universitäten Heidelberg und Tübingen wirkte er ab 1970 als Lehrer am Justus-Knecht-Gymnasium Bruchsal, ab 1974 als Oberstudienrat. Seine Fächer waren Deutsch, evangelische Religion und Psychologie. Nach 1977 war er aufgrund weiterer Tätigkeiten in deutlich geringerem Umfang in Bruchsal tätig, bis er 1999 dort aufhörte.
1977 wurde er Lehrbeauftragter am Staatlichen Seminar für Didaktik und Lehrerbildung (Gymnasien) Heidelberg, 1979 Fachleiter und Studiendirektor, 1987 Professor für Pädagogik. In den 1990er und 2000er Jahren hatte er Lehraufträge für Schulpädagogik an den Universitäten Karlsruhe und Heidelberg. Von 2000 bis 2008 war er Direktor des Staatlichen Seminars für Didaktik und Lehrerbildung (Gymnasium) in Karlsruhe. Der von ihm gemeinsam mit Gislinde Bovet herausgegebene „Leitfaden Schulpraxis: Pädagogik und Psychologie für den Lehrberuf“ (9. Auflage, 2017) gilt als Standardwerk in der Lehrerausbildung.

## Verbandsarbeit
Volker Huwendiek war von 1993 bis 2010 Bundesvorsitzender des Bundesarbeitskreis Lehrerbildung (BAK), der die Interessen der Seminar- und Fachleiter in der zweiten Phase der Lehrerausbildung vertritt. Seit 2010 ist er Ehrenvorsitzender des Verbands. Er war Mitgründer, Herausgeber und federführender Redakteur der Vierteljahresschrift „Seminar – Lehrerbildung und Schule“.

## Publikationen (Auswahl)
- als Mit-Hrsg.: Leitfaden Schulpraxis: Pädagogik und Psychologie für den Lehrberuf, Cornelsen:Scriptor, Berlin 2017, ISBN 978-3-589-16307-6
- als Hrsg. (1995–2010): Vierteljahresschrift „Seminar – Lehrerbildung und Schule“